# Jérôme Aerts
Jérôme Aerts (Buizingen, 22 juli 1926 - 15 februari 2008) was een Belgisch senator en burgemeester.

## Levensloop
Aerts volgde de lessen aan de normaalschool Karel Buls in Brussel en werd in 1946 onderwijzer.
Hij werd actief in de socialistische partij, als secretaris van de BSP-afdeling van Buizingen, wat hij was van 1946 tot 1978, en als ondervoorzitter van de BSP-federatie van Brussel, een functie die hij uitoefende van 1968 tot 1978.
In Buizingen werd hij van 1953 tot 1988 gemeenteraadslid, van 1959 tot 1964 burgemeester en van 1965 tot 1970 schepen.
In 1971 werd hij verkozen tot provinciaal senator in de Senaat en bleef dit tot in 1977. In de periode december 1971-april 1977 had hij als gevolg van het toen bestaande dubbelmandaat ook zitting in de Cultuurraad voor de Nederlandse Cultuurgemeenschap, die op 7 december 1971 werd geïnstalleerd en de verre voorloper is van het Vlaams Parlement.